# 江別市立豊幌小学校
江別市立豊幌小学校（えべつしりつとよほろしょうがっこう）とは、北海道江別市豊幌にある市立の小学校である。1898年（明治31年）4月1日設立。

## 概要
豊幌小学校の校区は、江別市の東端に位置し、東は岩見沢幌向、南は南幌町と隣接している。石狩川・夕張川・幌向川が流れ、豊かに広がる田畑と閑静な住宅街が織りなす地域である。1898年（明治31年）、入植者の増加と共に子弟の教育の必要性を感じ、石狩川岸に幌向育成尋常小学校の分教場として開設された。
校舎は、地域の文化・体育活動の拠点として活用されているほか、江別市情報図書館（豊幌小学校図書館開放事業）・放課後児童会・豊幌太鼓勇士会・各スポールサークルなどが施設を利用している。

## 校区
豊幌小学校の校区は以下の通りである。
- 豊幌
- 豊幌花園町
- 豊幌美咲町
- 豊幌はみんぐ町

## 教育目標等
2024年度（令和6年度）現在の教育目標等は以下の通りである。
- 緑広がる大地の中で　夢をいだき　未来を拓く　豊幌っ子
  - かんがえる子（主体性）
  - たすけあう子（共生）
  - たくましい子（自立）

- 対話を充実させ、互いに高め合う子どもを育成する（令和６年度重点指導目標）
  - 同学年とのつながり
  - 異学年とのつながり
  - 社会、地域とのつながり

## 教育活動
特色のある教育活動として、以下のものが挙げられる。
小一貫教育の取組
- 江陽中学校区における目ざす子ども像の共有

- 各種調査結果の交流（全国学力学習状況調査、標準学力検査、全国体力・運動能力、運動習慣等調査、知能検査等）

- 学習規律・生活規律の一貫した指導

- 乗り入れ授業、合同授業、合同活動、中学校登校体験など相乗的・補完的な指導の実施

地域一体型・学校顔づくり事業
- 地域の人材活用を活性化することで、地域の子どもたちを地域の力で育てる気運を高め、より開かれた学校運営を進める。
- 地域と学校の交流事業としての「豊幌夏祭り」に積極的に参加する。

- 「ゆたかタイム」（朝の15分間）を活用し、読書や読み聞かせ、国語や算数の基礎学力の育成・体力づくりに継続して取り組み、国語・算数の基礎・基本の定着及び基礎体力の増進。
- 学習意欲を高め、基礎・基本の定着を確かなものにするために、ICT機器の有効利用、外部講師の積極的な活用を図るなど指導方法を工夫。
- 「総合的な学習の時間」では、体験型学習に積極的に取り組み、農業・環境・福祉学習等を通して、たくましく生きる力と豊かな心を育む。
- 児童相互の関わりや触れ合い（縦割り活動、交流学習）を通して、通常学級及び特別支援学級在籍児童の豊かな人間性やコミュニケーション能力を育む。
- 江別市情報図書館（分館）との連携により、豊富な蔵書数を生かして日常の読書活動に力を入れるとともに、読書環境の充実を図る。
- 育成会と連携し、共催行事を推進し、地域と共に子どもを育てる。

## 児童数・学級数
| 学年   | 1年生 | 2年生 | 3年生 | 4年生 | 5年生 | 6年生 | 特別支援 | 計 |
| ------ | ----- | ----- | ----- | ----- | ----- | ----- | -------- | -- |
| 学級数 | 1     | 1     | 1     | 1     | 1     | 1     | 2        | 8  |
| 児童数 | 15    | 17    | 8     | 17    | 14    | 14    | 5        | 90 |

（2024年（令和6年）5月1日現在）

## 歴史

### 沿革
学校の沿革は以下の通りである。
- 1898年（明治31年）04月 - 「空知郡幌向村育成尋常小学校分教場」として創立。
- 1901年（明治34年）10月 - 郡界変更により江別町に編入され江別尋常高等小学校長兼任となる。
- 1914年（大正03年）03月 - 「幌向太尋常小学校」として独立。
- 1925年（大正14年）04月 - 字名変更により「豊幌尋常小学校」と改称。
- 1947年（昭和22年）04月 - 学制改革により「江別町立豊幌小学校」と改称。
- 1954年（昭和29年）07月 - 市制施行により「江別市立豊幌小学校」と改称。
- 2015年（平成27年）04月 - 特別支援学級開設。

## 所在地
豊幌小学校の所在地は以下の通りである。
- 郵便番号：067-0021
- 所在地：北海道江別市豊幌419